# Agrilus difficilis
Agrilus difficilis es una especie de insecto del género Agrilus, familia Buprestidae, orden Coleoptera. Fue descrito por Gory, 1841.
Mide 7-13 mm. Se encuentra en el este de Estados Unidos hasta Nueva México. Se alimenta de Gleditsia triacanthos (Fabaceae).